# Metazygia ipago
Metazygia ipago är en spindelart som beskrevs av Levi 1995. Metazygia ipago ingår i släktet Metazygia och familjen hjulspindlar. Inga underarter finns listade i Catalogue of Life.